# Angrebet i Las Vegas 2017
Angrebet i Las Vegas 2017 var en skud-massakre, der fandt sted 1. oktober 2017 omkring kl. 22:08 lokal tid (2/10 04:08 UTC). Skuddene, over 1000 i alt, blev affyret fra et hotelværelse på Mandalay Bay hotel på Route 91 i Paradise, der er en kommunefri bebyggelse og forstad til Las Vegas, som indeholder de fleste af områdets turistattraktioner. Skuddene var rettet mod et område, der er kendt som The Strip, som for størsteparten ligger i Paradise. Skyderiet foregik fra hotellets 32. sal og ned mod en stor folkemængde, der var til en country musikfestival ca. 450 meter fra hotellet. Gerningsmanden, der er identificeret som Stephen Paddock, 64 år og fra byen Mesquite i delstaten Nevada, anvendte 10 hel - eller halvautomatiske geværer. 58 blev dræbt og 546 blev sårede, heraf er 45 stadig i kritisk tilstand to uger senere. Gerningsmanden blev fundet død af politiet, da de stormede hotelværelset, hvor han havde barrikaderet sig. Politiet fandt 23 hel- eller halvautomatiske geværer på værelset, ligesom man senere fandt 19 våben og et lager ammunition på hans bopæl.
En anonym person har taget ansvaret for massakren på vegne af Islamisk Stat, men dette betvivles af myndighederne, der betegner gerningsmanden som en ensom ulv. 14 dage efter angrebet oplyser politiet i Clark County, at man endnu ikke har fundet motivet for angrebet. Desuden fortæller de, at Stephen Paddock også har affyret flere skud mod flybrændstoftanke i McCarran International Airport, der ligger tæt på hotellet.